# Go Off!
Go Off! – drugi studyjny album grupy muzycznej Cacophony. Wydany został w 1988 roku przez Shrapnel Records. Nagrania zostały zarejestrowane w Studio D. w Sausalito, Fantasy Studios w Berkeley oraz Prairie Sun Recording w Cotati. Mastering odbył się w Fantasy Studios. 

## Lista utworów
Opracowano na podstawie materiału źródłowego.
1. "X-Ray Eyes" (Becker, Friedman) – 5:10
2. "E.S.P." (Friedman) – 6:06
3. "Stranger" (Becker, Fontano) – 3:24
4. "Go Off!" (Becker, Friedman) – 3:46
5. "Black Cat" (Becker, Friedman) – 7:45
6. "Sword of the Warrior" (Friedman, Fontano) – 5:09
7. "Floating World" (Friedman) – 5:10
8. "Images" (Becker) – 3:43

## Twórcy
Opracowano na podstawie materiału źródłowego.
| - Peter Marrino - wokal prowadzący - Marty Friedman - gitara elektryczna, produkcja muzyczna - Jason Becker - gitara elektryczna, produkcja muzyczna - Jimmy O'Shea - gitara basowa - Kenny Stavropoulos - perkusja - Steve Fontano - inżynieria dźwięku, produkcja muzyczna - Joe Marquez - inżynieria dźwięku - Michael Rosen - inżynieria dźwięku - Scott Tatter - inżynieria dźwięku |  | - Dino Alden - asystent inżyniera dźwięku - Marc Reyburn - asystent inżyniera dźwięku - George Horn - mastering - Laurie Sato - logo - Ken James - oprawa graficzna - Dave Stephens - oprawa graficzna - Mike Varney - producent wykonawczy - Pat Johnson - zdjęcia |